# José Luis Damiani
José Luiz Damiani (Montevideo, 21 de Novembro de 1956) é um ex-tenista profissional uruguaio, seu melhor ranking de n. 49 em simples, e 73 em duplas na ATP, representou a Equipe Uruguaia de Copa Davis.

## ATP Tour (2)
| N. | Data              | Torneio           | Piso   | Parceiro       | Oponente na final                 | Placar        |
| 1. | Setembro 14, 1981 | Palermo, Itália   | Saibro | Diego Pérez    | Jaime Fillol Sr. Belus Prajoux    | 6–1, 6–4      |
| 2. | Outubro 25, 1982  | Cologne, Alemanha | Duro   | Carlos Kirmayr | Hans-Dieter Beutel Christoph Zipf | 6–2, 3–6, 7–5 |